# Abdulsamad Rabiu
Abdul Samad Isyaku Rabiu (* 4. August 1960 in Kano) ist ein nigerianischer Unternehmer und Philanthrop. Er ist der Gründer der BUA Group, eines nigerianischen Mischkonzerns, der in den Bereichen Zementherstellung, Zuckerraffination und dem Immobiliensektor tätig ist. Mit einem geschätzten Vermögen von 7,6 Milliarden US-Dollar (2022) soll Rabiu zu den drei reichsten Personen des Landes gehören.

## Laufbahn
Abdul Samad Rabiu wurde in Kano im Nordwesten Nigerias in eine muslimische Familie geboren und wuchs dort auf. Er besuchte die Capital University in Columbus, Ohio, und kehrte im Alter von 24 Jahren nach Nigeria zurück, um das Familienunternehmen zu leiten. Zu dieser Zeit wurde sein Vater Khalifah Isyaku Rabiu von der Regierung von General Muhammadu Buhari festgenommen, weil er angeblich keine Einfuhrzölle für Reis bezahlt hatte.
Abdul Samad Rabiu gründete die BUA International Limited im Jahr 1988 mit dem alleinigen Ziel des Rohstoffhandels. Das Unternehmen importierte anfangs Reis, Speiseöl, Mehl sowie Eisen und Stahl. Später begann das Unternehmen auch selbst industrielle Produkte und Konsumgüter zu produzieren.
Abdul Samad Rabiu nutzt die BUA Foundation für seine philanthropischen Aktivitäten. Dazu gehören der Bau einer 7.000 Quadratmeter großen Kinderstation im Aminu Kano Teaching Hospital und der Bau des Zentrums für Islamische Studien an der Bayero University Kano sowie mehrere weitere Projekte. Er spendete auch Geld für den Kampf gegen die COVID-19-Pandemie in Nigeria.

## Familiäres
Sein verstorbener Vater, Khalifah Isyaku Rabiu, war in den 1970er und 1980er Jahren einer der bedeutendsten Industriellen Nigerias und dazu ein islamischer Geistlicher und Anhänger des Sufi-Ordens der Tidschānīya. Rabiu hat 41 Geschwister. Er ist verheiratet und Vater von vier Kindern.